# Сен-Жульєн-д'Арпаон
Сен-Жульє́н-д'Арпао́н (фр. Saint-Julien-d'Arpaon) — колишній муніципалітет у Франції, у регіоні Окситанія, департамент Лозер. Населення — 114 осіб (2011).
Муніципалітет був розташований на відстані близько 520 км на південь від Парижа, 80 км на північ від Монпельє, 28 км на південний схід від Манда.

## Історія
До 2015 року муніципалітет перебував у складі регіону Лангедок-Русійон. Від 1 січня 2016 року належав до нового об'єднаного регіону Окситанія.
1 січня 2016 року Сен-Жульєн-д'Арпаон і Сен-Лоран-де-Трев було об'єднано в новий муніципалітет Кан-е-Севенн.

## Демографія
Динаміка населення (Cassini ):
Розподіл населення за віком та статтю (2006):
| Стать | Всього | До 15 років | 15-24 | 25-44 | 45-64 | 65-85 | Понад 85 |
| --- | ------ | ----------- | ----- | ----- | ----- | ----- | -------- |
| Чоловіки | 56     | 12          | 4     | 12    | 16    | 12    | 0        |
| Жінки | 72     | 12          | 8     | 8     | 28    | 16    | 0        |
| \| Статево-вікова піраміда \| Статево-вікова піраміда \| Статево-вікова піраміда \| \| ----------------------- \| ----------------------- \| ----------------------- \| \| Чоловіки \| Вік \| Жінки \| \| 0 \| 85 + \| 0 \| \| 0 \| 80-84 \| 4 \| \| 0 \| 75-79 \| 4 \| \| 0 \| 70-74 \| 0 \| \| 12 \| 65-69 \| 8 \| \| 8 \| 60-64 \| 12 \| \| 0 \| 55-59 \| 4 \| \| 0 \| 50-54 \| 4 \| \| 8 \| 45-49 \| 8 \| \| 0 \| 40-44 \| 0 \| \| 8 \| 35-39 \| 8 \| \| 4 \| 30-34 \| 0 \| \| 0 \| 25-29 \| 0 \| \| 4 \| 20-24 \| 4 \| \| 0 \| 15-20 \| 4 \| \| 4 \| 10-14 \| 4 \| \| 8 \| 5-9 \| 4 \| \| 0 \| 0-4 \| 4 \| |        |             |       |       |       |       |          |
| Статево-вікова піраміда |        |             |       |       |       |       |          |
| Чоловіки | Вік    | Жінки       |       |       |       |       |          |
| 0 | 85 +   | 0           |       |       |       |       |          |
| 0 | 80-84  | 4           |       |       |       |       |          |
| 0 | 75-79  | 4           |       |       |       |       |          |
| 0 | 70-74  | 0           |       |       |       |       |          |
| 12 | 65-69  | 8           |       |       |       |       |          |
| 8 | 60-64  | 12          |       |       |       |       |          |
| 0 | 55-59  | 4           |       |       |       |       |          |
| 0 | 50-54  | 4           |       |       |       |       |          |
| 8 | 45-49  | 8           |       |       |       |       |          |
| 0 | 40-44  | 0           |       |       |       |       |          |
| 8 | 35-39  | 8           |       |       |       |       |          |
| 4 | 30-34  | 0           |       |       |       |       |          |
| 0 | 25-29  | 0           |       |       |       |       |          |
| 4 | 20-24  | 4           |       |       |       |       |          |
| 0 | 15-20  | 4           |       |       |       |       |          |
| 4 | 10-14  | 4           |       |       |       |       |          |
| 8 | 5-9    | 4           |       |       |       |       |          |
| 0 | 0-4    | 4           |       |       |       |       |          |

## Економіка
2010 року серед 71 особи працездатного віку (15—64 років) 56 були активними, 15 — неактивними (показник активності 78,9%, у 1999 році було 69,7%). З 56 активних мешканців працювало 48 осіб (21 чоловік та 27 жінок), безробітними було 8 (5 чоловіків та 3 жінки). Серед 15 неактивних 4 особи були учнями чи студентами, 9 — пенсіонерами, 2 були неактивними з інших причин.

У 2010 році в муніципалітеті числилось 47 оподаткованих домогосподарств, у яких проживали 104,0 особи, медіана доходів виносила 18 044 євро на одного особоспоживача